# Стопански подем след Втората световна война
Стопанският подем след Втората световна война, известен още като златната епоха на капитализма и следвоенен икономически бум или просто дългия бум, е продължителен период на световна икономическа експанзия, започващ след Втората световна война и завършващ с рецесията от 1973 – 1975 г. Съединените щати, Съветският съюз, страните от Западна Европа и Източна Азия, отбелязват необичайно висок и устойчив растеж и пълна заетост. Противно на ранните прогнози, този висок растеж обхваща и много страни, които са опустошени от войната, като Япония (японско икономическо чудо), Западна Германия и Австрия (германско икономическо чудо), Южна Корея (Чудото на река Хан), Белгия (белгийско икономическо чудо), Франция (Тридесетте славни години), Италия (италианско икономическо чудо) и Гърция (гръцко икономическо чудо). Дори страни, които са относително незасегнати от войната, като Швеция преживяват значителен икономически растеж.